# 十和田市
十和田市（日语：／ Towada shi */?）是位於日本青森縣東南部的城市。西部坐落著八甲田山的山岳，西南端為十和田湖，奧入瀨溪流流經市內並往東注入太平洋，全市則約33%的面積位於十和田八幡平國立公園的範圍內。當地人口數在青森縣內排名第四，其中人口多集中在市役所周圍的市區，總面積則為縣內第三大。十和田市境內擁有十和田湖、奧入瀨溪流等著名的自然景點。當地也相當盛行農業與畜牧業，大蒜等農產品的產量位居日本第一。 
十和田市的市中心呈方形設計，整齊地劃分成棋盤狀的區域。而在二戰後開發的官廳街通，其路邊種植染井吉野櫻等樹木，成為供當地市民使用的休閒場所。

## 地理
十和田市西部坐落著十和田山、十和利山等山，以及大岳、高田大岳等屬於八甲田山的山岳，東部則坐落著三本木台地。發源於十和田湖的奧入瀨溪流流經市中心旁，並往東注入太平洋，十和田湖與奧入瀨川也被指定為日本的特別名勝與天然紀念物。

### 氣候
十和田市在氣候上屬於太平洋側氣候。東部的台地地區年降雨量較少，氣候相對溫和，西部的山岳地區則被指定為特別豪雪地帶。6月至7月挾帶涼冷空氣的東北風對當地的農作物生長造成影響。根據統計，1981年至2010年十和田市的年均溫為9.5 ℃，降雨集中在夏季，冬季氣溫則多達0℃以下。

## 歷史
當地自繩紋時代便有人類定居，境內的遺跡與文獻顯示當時人們多居住在奥入瀨溪流及砂土路川等河的沿岸地區。至江戶時代為止，當地只存在小規模的聚落。
幕末時期的安政2年（1855年），盛岡藩的勘定奉行新渡戶傅在當地實施開拓計畫，在奧入瀨溪流上游建造人工河川稻生川以外，也模仿京都的棋盤狀區劃進行城市建設。明治18（1885年），舊日本陸軍在十和田設立陸軍軍馬局出張所（後改稱為軍馬補充部三本木支部），使當地作為馬的產地而聞名。昭和時期，日本政府持續對十和田進行開墾事業，使當地成為青森縣内主要的糧食產區之一。
二戰結束後，當地進行城市規劃，並陸續興建新的官廳街道、公園與住宅區。昭和30（1955年），三本木町、大深内村、藤坂村合併成三本木市，同年四和村也被編入三本木市的轄區内。昭和31年（1956年），三本木市改名為現今的十和田市。

## 行政
現任市長小山田久於2021年1月在選舉中第三次成功連任，其任期將持續至2025年1月。

## 經濟
由於十和田市擁有廣闊的農地與涼爽的夏季氣候，使當地自昭和時期以來便相當盛行農業和畜牧業。目前十和田市為日本名列前茅的大蒜、薯蕷、牛蒡和蔥的產地。而因境內擁有十和田湖、奥入瀨溪流、八甲田山等自然景観，以及位於市區內的十和田市現代美術館和官廳街通等景點，使當地成為著名的觀光地。

### 郵政

#### 配送據點
- 郵政事業
  - 十和田分店
  - 三澤分店
    - 大深內配送據點
    - 奧瀨配送據點
    - 四和配送據點

  - 花輪分店
    - 十和田湖配送據點

#### 郵政局
- 十和田郵政局（84019）
- 奧瀨郵政局（84084）
- 藤坂郵政局（84106）
- 大深內郵政局（84117）
- 四和郵政局（84143）
- 十和田湖郵政局（84136）
- 深持郵政局（84182）
- 燒山郵政局（84194）
- 陸奧澤田郵政局（84206）
- 切田郵政局（84230）
- 十和田穗並町郵政局（84239）
- 十和田西二十二番郵政局（84264）
- 十和田大學前郵政局（84273）
- 十和田東一番町郵政局（84280）
- 瀧澤簡易郵政局（84731）
- 八鄉簡易郵政局（84761）

## 交通

### 鐵道
- 十和田觀光電鐵
  - 十和田觀光電鐵線（2012年3月起停駛電車，改以公車行駛）：十和田市站 - 東野團地站 - 工業高校前站 - 北里大學前站 - 高清水站

### 巴士
- 十和田觀光電鐵
- 南部巴士：十和田市～五戶線
- JR巴士東北：十和田北線、十和田東線（子之口站、十和田湖站等巴士站）
- 秋北巴士、十和田的士：鹿角花輪站～十和田湖

### 道路

#### 一般國道
- 貫穿市內的一般國道：
  - 國道4號（一部份為十和田繞道。）
  - 國道45號
  - 國道102號
  - 國道103號
  - 國道394號

#### 縣道
- 貫穿市內的縣道：
  - 青森縣道40號青森田代十和田線
  - 青森縣道45號十和田三戶線
  - 青森縣道118號七戶十和田湖線
  - 青森縣道145號戶來十和田線
  - 青森縣道165號上野十和田線
  - 青森縣道166號中之渡十和田線
  - 青森縣道168號切田五戶線
  - 青森縣道169號立崎洞內線
  - 青森縣道212號米田六戶線
  - 青森縣道256號青森十和田湖自行車道線

#### 其他
- 貫穿市內中心地帶的十和田市道官廳街通線（別名：十和田市官廳街通）被選為「日本街道100選」。参考連結
- 本市的街道將本市分成不同的方格。原因是來自新渡戶傅的兒子，十次郎在安政年間所制定的都市計劃所致。

## 觀光

### 景點、遺跡
- 十和田現代美術館 （页面存档备份，存于）
- 十和田科學博物館（奧瀨字十和田）
- 新渡戶紀念館（為十和田市奠定基礎的新渡戶傳資料館）（東三番町） - 甲冑（室町末期）
- 稱德館（馬相關文化資料館）（深持字梅山）（页面存档备份，存于）
- 十和田市十和田湖民俗資料館（奧瀨字栃久保〕
- 官廳街通（日本街道100選）
- 十和田湖溫泉綁

- 燒山溫泉

- 猿倉溫泉
- 蔦溫泉
- 谷地溫泉
- 十和田湖畔溫泉
- 法量之銀杏（法量字銀杏木）（页面存档备份，存于）
- 杉木樹 （澤田字水尻山）縣自然景觀，樹齡約500年～600年，為安土桃山時代治理澤田村的澤田左衛門居所遺跡。（页面存档备份，存于）
- 麻櫟 （澤田字野倉澤）縣自然景觀，樹齡不詳，為安土桃山時代治理澤田村的澤田左衛門居所遺跡。（页面存档备份，存于）
- 舊笠石家住宅（奧瀨字栃久保）國家重要文化財產 （页面存档备份，存于）
- 一里塚 縣歷史遺跡（傳法寺字平窪、上之澤）（页面存档备份，存于）、（大澤田字池之平）（页面存档备份，存于）、慶長年間。

## 地域

### 教育

#### 大學
- 北里大學十和田校園（獸醫學學校）

#### 高等學校
- 青森縣立三本木高等學校
- 青森縣立三本木農業高等學校
- 青森縣立十和田工業高等學校
- 青森縣立十和田西高等學校

#### 中學
- 十和田市立三本木中學
- 十和田市立十和田中學
- 十和田市立切田中學
- 十和田市立大深內中學
- 十和田市立甲東中學
- 十和田市立四和中學
- 十和田市立東中學
- 十和田市立十和田湖中學
- 十和田市立第一中學

#### 小學
- 十和田市立三本木小學
- 十和田市立北園小學
- 十和田市立南小學
- 十和田市立東小學
- 十和田市立西小學
- 十和田市立下切田小學
- 十和田市立上切田小學
- 十和田市立藤坂小學
- 十和田市立高清水小學
- 十和田市立洞內小學
- 十和田市立松陽小學
- 十和田市立千歲小學
- 十和田市立深持小學
- 十和田市立傳法寺小學
- 十和田市立米田小學
- 十和田市立大不動小學
- 十和田市立瀧澤小學
- 十和田市立澤田小學
- 十和田市立法奧小學
- 十和田市立奧入瀨小學
- 十和田市立十和田湖小學

### 公共設施
- 十和田市民文化中心
- 十和田市綜合體育中心
- 十和田市營相撲場
- 十和田市營棒球場
- 十和田市現代美術館
- 十和田市立中央醫院

### 金融
- 青森銀行
- 陸奧銀行
- 青之森信用金庫
為曾經在本市設立總部的十和田信用金庫，在2008年5月19日與八戶信用金庫（現稱：青之森信用金庫）合併，結束約60年的歷史。
- 青森縣信用組合
- 東北勞動金庫
- 十和田奧入瀨農業協同組合（與在三澤市設置總部的「奧入瀨農業協同組合」並不相關）

## 姊妹城市、提攜都市

### 國外
- 萊斯布里奇市（加拿大艾伯塔省）
  - 於2002年（平成14年）作友好都市提攜。

### 國內
- 花卷市（岩手縣）
  - 於1989年（平成元年）10月10日作友好都市提攜（乃開拓三本木原的新渡戶傳、十次郎父子出生的故鄉）。
- 土佐町（高知縣土佐郡）
  - 於1985年（昭和60年）6月作姊妹都市提攜（舊十和田湖町的提攜）（因明治時期文人「大町桂月」的緣故）。

## 本地出身的名人
- 新渡戶傳（開拓三本木原的南部藩藩士。新渡戶稻造的祖父。原來的出生地為現在的岩手縣）
- 起田高志（職業摔跤手）
- 熊谷浩二（前職業足球運動員，前鹿島鹿角、仙台維加泰球員）
- 田端秀規（前職業足球運動員，前磐田山葉球員、現仙台新力FC監督）
- SUPERCAR
  - 成員中的中村弘二（Vo.G）、石渡淳治（G）、田澤公大（Dr）乃出身於十和田市（古川美季（B.Vo）則出身於八戶市）
- 岩崎信（工程研究員、東北大學研究院教育情報學研究部研究部長（不過成長於盛岡市））
- 舞風昌宏（大相撲力士）
- 魁青山學（大相撲力士）
- 川上健一（作家、電影『雨鱒之川』的原作者）
- 飛鷹良（漫畫家）
- 菅原都子（歌手（陸奧明的長女））
- 陸奧明（ 作曲家（菅原都子的父親））
  - 著名歌曲『月がとっても青いから』為父女合作的作品
- 佐佐木大輔（職業滑雪選手，為日本人首次勝出海外Big Mountain（ビッグマウンテン）大會（2003年（平成15年）起以佐佐木dai-k之名而活躍。與北海道的職業滑雪選手姓名相同））
- 七戶長生（農業經濟學者）
- 錦富士隆聖

## 外部連結
- 十和田市（页面存档备份，存于） （日語）
- 十和田商工會議所（页面存档备份，存于）（日語）
- 十和田觀光電鐵株式會社（页面存档备份，存于）（日語）
- 十和田市立新渡戶記念館（日語）
- 十和田湖觀光情報（日語）
- Arts Towada / 十和田市現代美術館（日語）